# 内燃机车

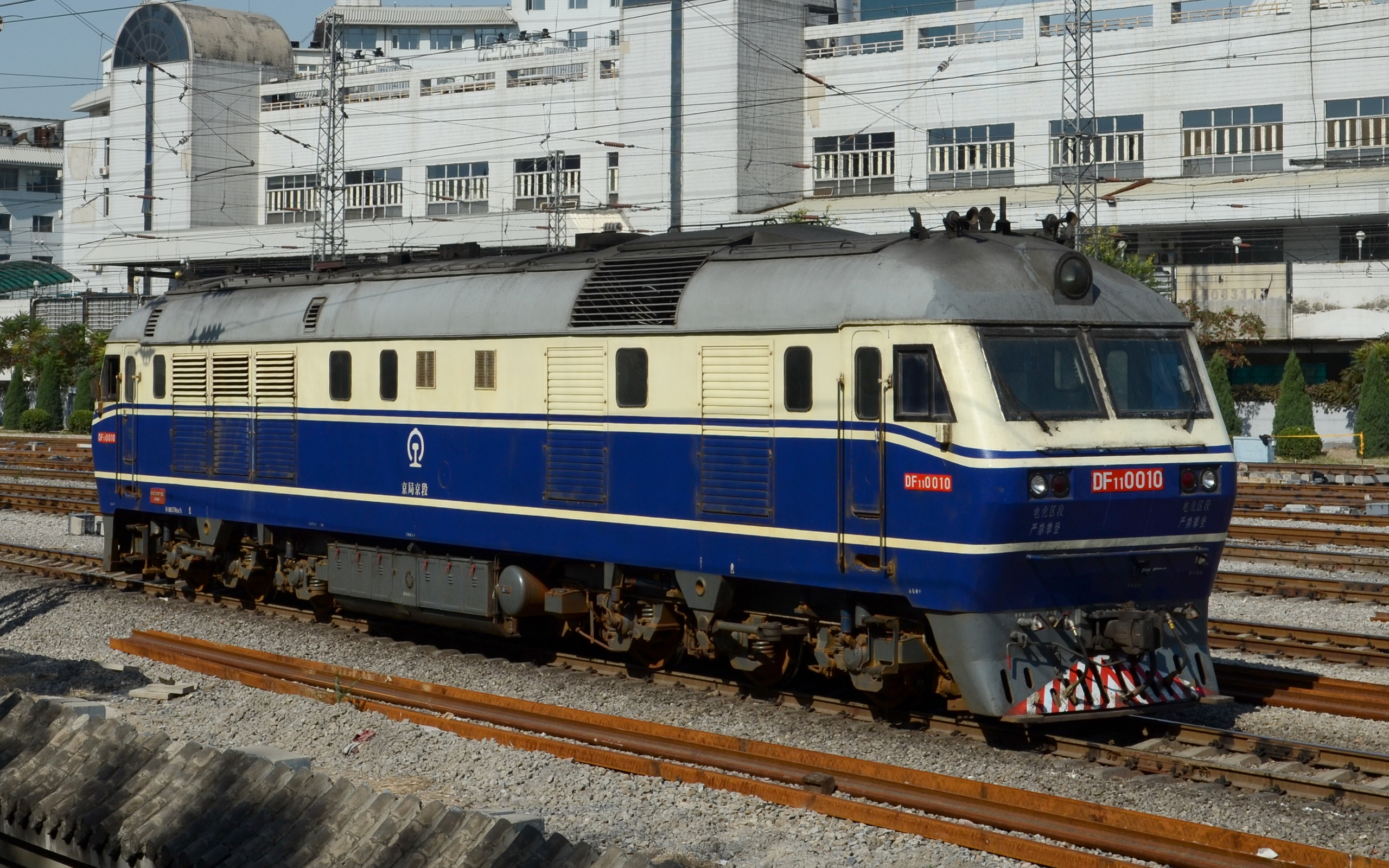
中国大陆的东风11型柴油动力内燃机车

内燃机车（英语：Internal combustion locomotive）是以内燃机作为原动力，通过传动装置驱动车轮转动的机车，所使用的燃料由机车自身携带。多使用柴油动力，但也有汽油动力、天然气动力、燃气轮机、煤气动力、苯动力、萘动力、煤油动力、汽油动力、氢动力等其它动力种类。

## 动力来源

### 苯
苯机车是以苯为燃料的内燃机车。在1890年代至1900年代曾有多型以苯机车投入商业运营。一间名为“道依茨”的德国企业曾于1890年代末制造出在德国吉森的一处锰矿运用的实验型苯燃料内燃机车。 德国上乌瑟尔曾出产用于矿区和隧道工程使用的苯燃料内燃机车。 1900年年代之后就逐渐被以汽油和柴油为燃料的内燃机车取代。

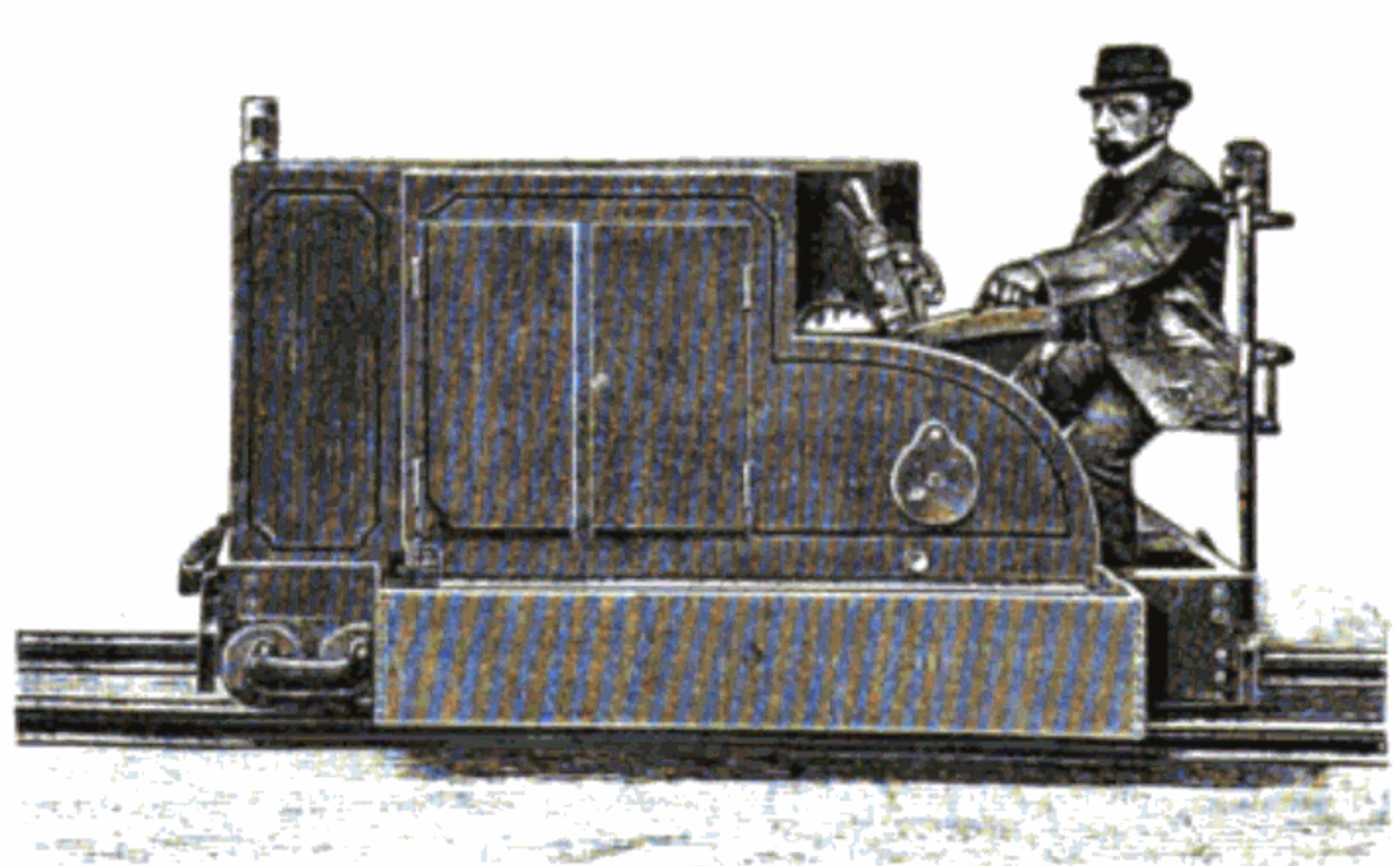
德国企业“道依茨”制造的以苯为燃料的内燃机车

### 煤油
煤油机车是以煤油为燃料的内燃机车。煤油机车为全球最早的燃油机车，比包括柴油机车在内的任何燃油机车都要早些年诞生。

已知最早的煤油动力轨道交通车辆为戈特利布·戴姆勒于1887年研制的一型轻型轨道车，其在严格意义上并不属于机车。

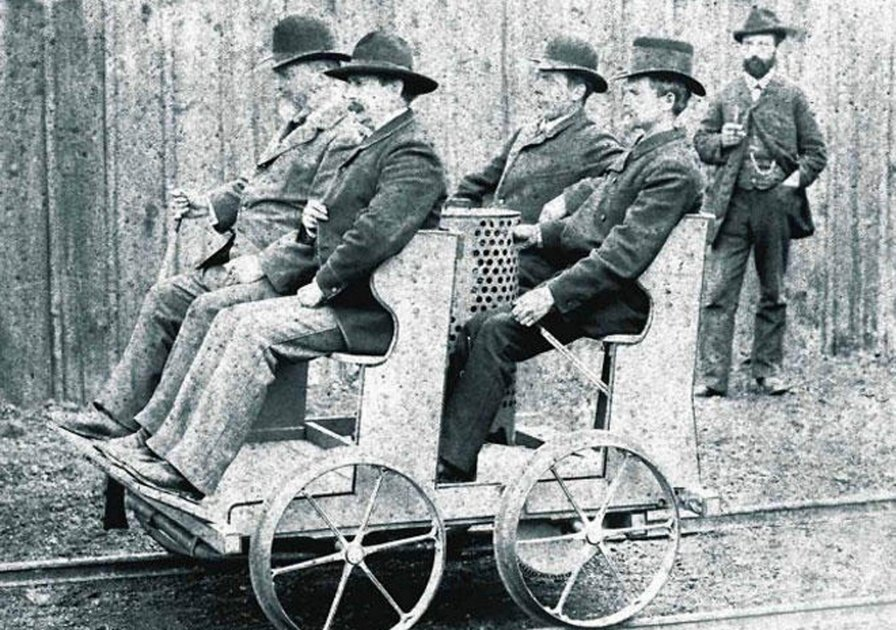
戈特利布·戴姆勒于1887年研制的煤油动力轨道交通车辆。

1894年，英国赫尔河畔金斯敦的普里斯特曼兄弟公司为赫尔河畔金斯敦的赫尔港制造了一台煤油机车。该机车采用12马力双动船用发动机，转速为300转/分，使用4轮铁路货车底盘。由于功率输出低，它一次只能牵引一节满载的铁路货车，并没有取得很大的成功。
第一款实用型煤油机车为英国的理查德·霍恩斯比父子公司制造的“拉刻西斯号机车”（英文原名：Lachesis），1896年交付英国的皇家兵工厂铁路。理查德·霍恩斯比父子公司曾于1896年至1903年间为英国军队制造过一批煤油机车。

### 萘
萘机车是以萘为燃料的内燃机车。“萘”（音同“奈”，英语：Naphthalene），旧称艿，俗称焦油脑，是一种多环芳香烃，可从煤焦油分离和石油提炼制得。1913年的法国曾测试以萘为燃料的内燃机车。因为各种原因以萘为燃料的内燃机车最终没能普及。

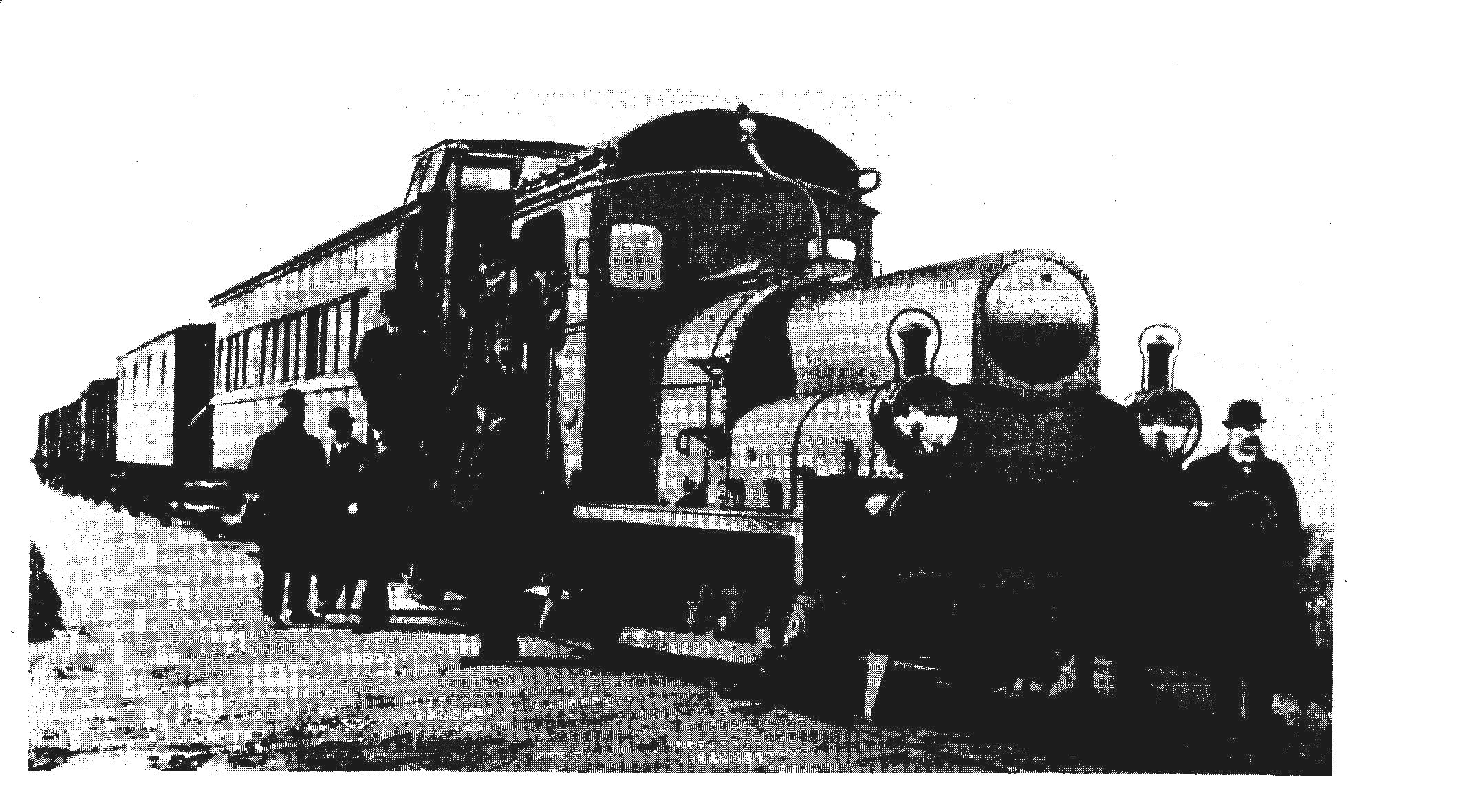
1913年时的萘机车（英语：Naphthalene locomotive）。

### 汽油
汽油内燃机车是以汽油为燃料的内燃机车。1894年，德国研制成功了第一台汽油内燃机车。 第一型实用型商用汽油内燃机车是1902年莫兹利动力公司为伦敦德普特福德牛类市场（Deptford Cattle Market）制造的机械传动汽油内燃机车，其功率为80马力，使用一台3缸纵置汽油发动机，配有双速机械变速箱。

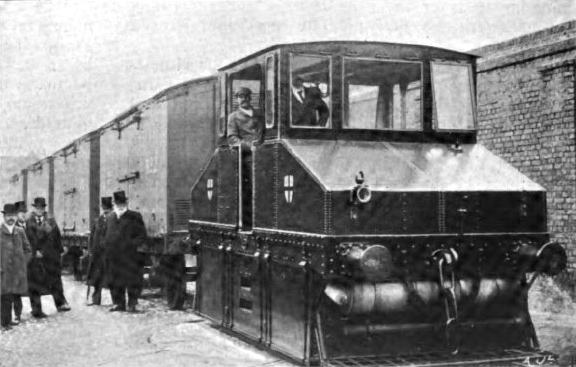
1902年由莫兹利动力公司（英语：Maudslay Motor Company）制造的汽油机车。

尽管在1914年之前即存在汽油机车，但直到一战时期汽油机车才进入大批量运用阶段。1916年，英国企业“铁路机动车辆公司”开始生产“简便”品牌汽油机车，用于一战时期的西方战线，这批机车功率介乎20至40马力，设有4个车轮，轨距为600毫米，采用机械传动。 当时的英国战争部还向“迪克—克尔联合公司”以及“西屋英国”订购了一批功率更大的电力传动汽油机车，这些电力传动汽油机车使用“威廉·亨利·多尔曼公司“出品的45马力4缸汽油发动机，发电机功率为30千瓦、转速为1000转/分钟。 协约国军队共计使用1216台机械传动汽油机车和42台电力传动汽油机车。一战结束后，大批汽油机车被当作剩余物资卖掉，并在小型工业铁路上继续发挥余热。“铁路机动车辆公司”在之后的数十年里仍继续制造轨道交通车辆。 因汽油用作铁路机车燃料的成本过高，故汽油内燃机车最终未被普遍使用。

#### 机械传动汽油机车
多数汽油机车为机械传动汽油机车，使用机械传动。最早的一批使用圆盘离合器或锥形离合器并以机械变速箱驱动主轴或直接驱动，中间经鏈條傳動或经锥齿轮。

#### 电力传动汽油机车
电力传动汽油机车是以汽油为燃料，采用电力传动驱动车轮的内燃机车。其先通过内置汽油发电机发电，再通过多速牵引电动机驱动车轮，无需机械传动所使用的变速箱。因其没有机械传动装置，故拥有更平顺的加减速表现。此外，动力可由多台引擎提供，这使得它拥有了更强的牵引控制性。然而，电力传动汽油机车的发电机也存在价格偏贵、重量偏重以及因结构复杂而导致可维护性不及机械传动的不足。

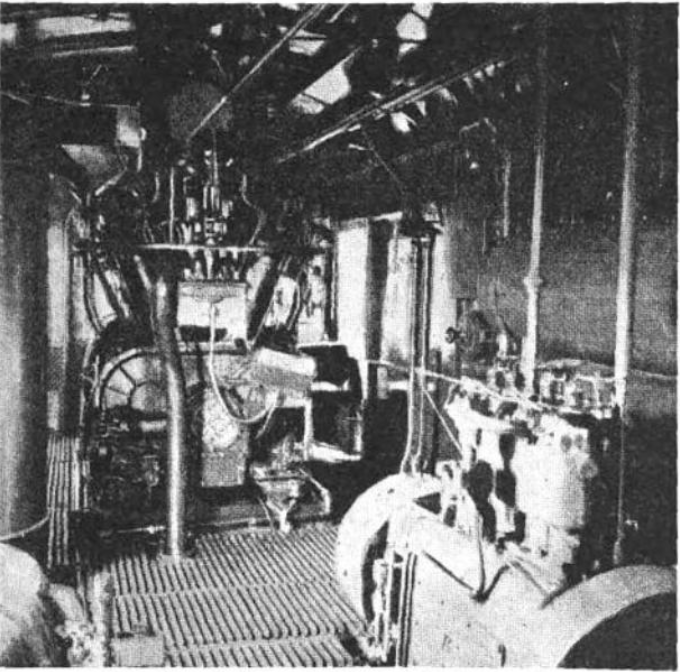
一台电力传动汽油机车内部照片，展示了其中的发动机和发电机。

### 柴油
柴油动力内燃机车目前是内燃机车中最常用的动力来源，由柴油机驱动。柴油机车在历史上曾发展出多种传动模式，其中电力传动柴油机车（又称：柴电机车）目前最为普及。

#### 机械传动柴油机车
机械传动柴油机车使用机械装置驱动车轮。但机械结构的离合器难以承受高功率，若增加功率则变速箱结构就必然十分复杂和庞大，以增加排档数提供相对平稳的变速性能，所以机械传动柴油机车功率通常很低，传动效率低于液力传动和电力传动。最早的柴油机车使用机械传动。

用于火车的机械传动装置通常比用于汽车的更复杂、更坚固。机械传动柴油机车通常在发动机和变速箱之间插入一个液力耦合器，且变速箱通常使用行星齿轮以允许在负载下进行换档。现已有多种最大限度地减少换档过程中传动中断的设计；例如“哈德斯维尔—克拉克联合公司”所使用的同步自动换档变速箱。

机械传动柴油机车原理图
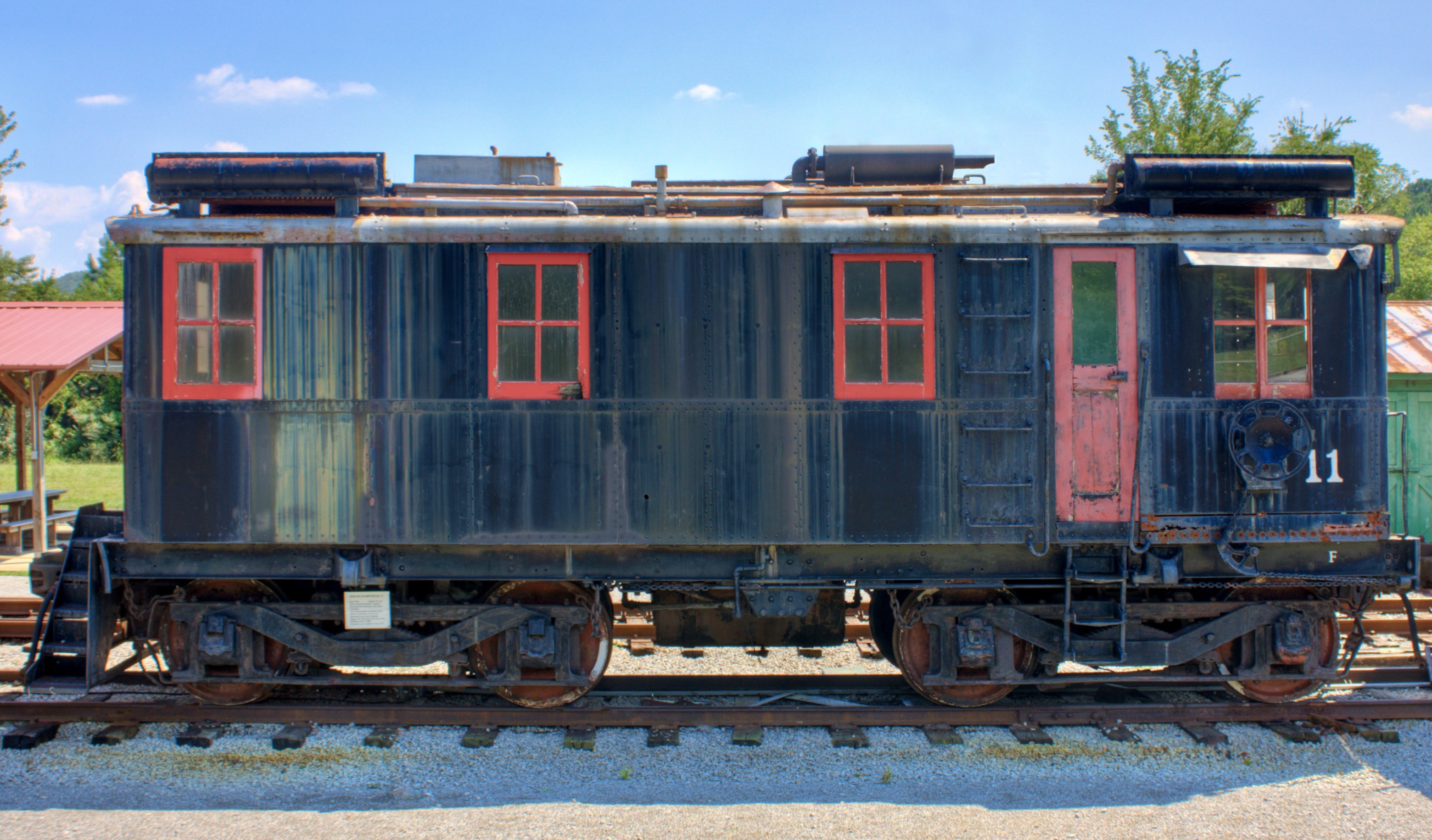
陈列于北亚拉巴马铁路博物馆（英语：North Alabama Railroad Museum）的一台早期机械传动柴油机车

1906年，鲁道夫·狄塞尔和德国铁路工程师阿道夫·克劳茨、瑞士企业苏尔寿公司并肩合作，三方合股，成立了狄塞尔-苏尔寿-克劳茨有限公司（Diesel-Sulzer-Klose GmbH），专门设计生产铁路柴油机车。普鲁士国家铁路在1909年向该公司订购一批柴油机车。全球第一台柴油机车1912年夏季在瑞士温特图尔—罗曼斯霍恩铁路上投入运营，但未取得商业成功；该机车使用机械传动，自重95吨，功率为883千瓦，最高速度100千米/小时。20世纪20年代中期，其它一些国家也有少量研制实验型柴油机车。

#### 电力传动柴油机车
电力传动柴油机车（Diesel-Electric），亦称柴油电力式机车、或柴电机车，是通过柴油机带动发电机将柴油转化成电力，再由牵引电动机驱动车轮转动的柴油机车。可以说，电力传动柴油机车是自携发电机的电力机车。其中使用直流发电机的柴电机车功率一般小于2200千瓦，使用交流发电机的柴电机车功率一般大于等于2200千瓦。柴电机车的柴油机和车轮之间不通过机械结构连接。目前的柴油机车多数为电力传动柴油机车。

柴电机车原理图

柴电机车的重要部件包含柴油机、发电机、牵引电动机（通常为四轴或六轴），以及由发动机调速器、开关设备、整流器、电子设备等组成的控制系统。控制系统可以调整对牵引电动机的供电。最简单的情况是发电机仅通过非常简单的开关设备直接连接牵引电动机。
在最基本的情况下，发电机可以直接连接到电机，只有非常简单的开关设备。
最初的牵引电机和发电机均使用直流电。随着20世纪60年代大容量硅二极管的发展，直流发电机被先通过交流发电机发电而后通过二极管电桥转换为直流电的方式取代。这一技术革新通过去除了发电机内的整流子和电刷，大大提高了柴电机车的可靠性，降低了发电机的维护成本，避免了旧式柴电机车因发电机内的整流子和电刷而导致机车故障甚至引发火灾。
在20世纪80年代末，随着大功率变频器的发展，柴电机车已允许使用多相交流牵引电机，因而淘汰了了电机整流子和电刷。这使得柴电机车拥有了更加高效而稳定的表现、更低的维护成本，同时减少了像旧式牵引电动机因过载而烧毁的情况。
1914，通用电气工程师赫尔曼·莱帕开发了实用型直流电控制系统，并获得专利（后续的相关改进项目也获得了专利）。 赫尔曼·莱帕设计的使用一根控制杆同时控制发动机和发电机的控制方式被后来所有的柴电机车所采用。通用电气在1917年至1918年间研制的3个柴电机车实验型号使用了赫尔曼·莱帕的控制设计。
1924年，Eel2型柴油机车的首台机车（初始编号：Юэ 001）开始运行，该型机车为全球第一型实用型柴油机车。该型机车的总设计师为尤里·弗拉基米罗维奇·罗蒙诺索夫，1923年至1924年间在德国埃斯林根机械制造厂。其拥有5根驱动轴，国际铁路联盟机车轴式为：1'E1'。经过多次试跑后，其在1925年至1954年间进行正式运行。

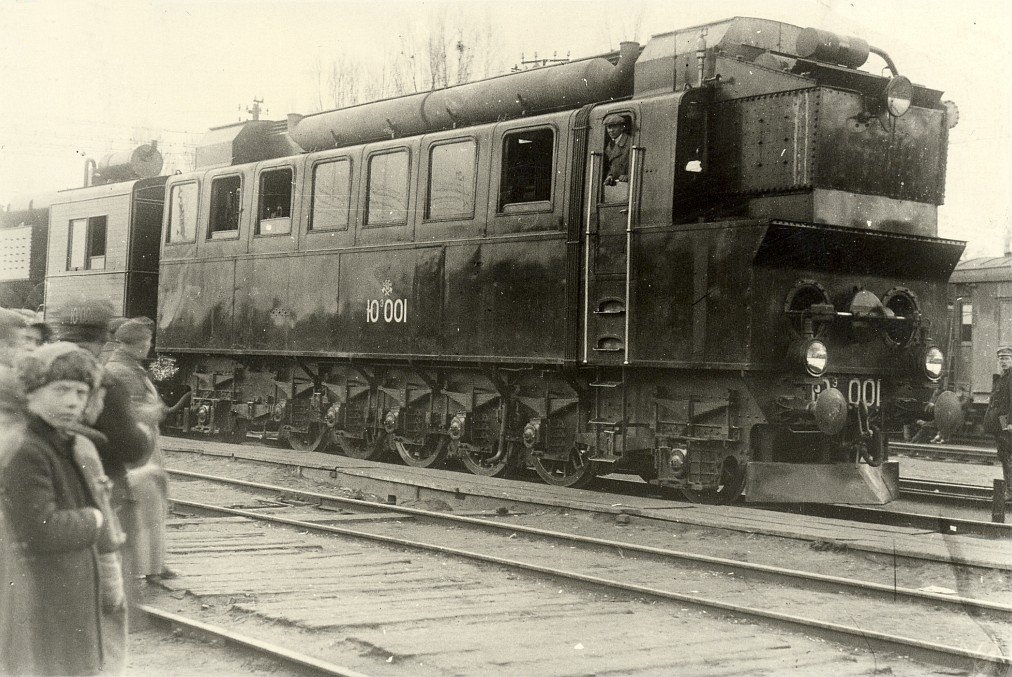
全球第一型实用柴油机车——Eel2型柴油机车（俄语：Ээл2）。其被苏联铁路用于长途运输，为电力传动柴油机车。照片1924年拍摄于基辅。

#### 液力传动柴油机车
液力传动柴油机车，亦称“柴油液力式机车”、或“柴液机车”，使用液力变矩器（torque-converter），又称液力变扭器，用液力把柴油机的动力传到车轮上。
液力变矩器主要有三个浸在传动油的部分：离心式油泵，涡轮及中间固定导轮。离心式油泵和内燃机曲轴相连，当内燃机转动时，离心式油泵随着转动，把传动油泵向涡轮，涡轮被传动油带动而旋转，并带动导轮转动输出机械能，液力耦合器与轮轴用万向轴相连，令车轮转动。为了让机车的整个速度范围内将发动机转度与负荷速度相匹配，需要一些额外的方法来提供足够的范围。一种方法是采用机械变速箱随液力变矩器自动变速，类似汽车上的自动变速器。另一种方法是在同一台机车上安装多个液力变矩器，每个都有其对应的变化范围，进而通过多液力变矩器联手涵盖所需变化范围的总量；全部液力变矩器都采用机械结构连接，并通过充排传动油选择适合当前速度的液力变矩器。充排传动油的过程是在负载下进行的，其范围变化非常平稳，不会导致传动力出现中断。
德意志联邦共和国在其干线铁路上大量使用液力传动柴油机车，包括20世纪50年代设计的“德国联邦铁路V200.0型柴油机车”和20世纪六七十年代的“V160系列机车”。英国铁路在1955年现代化计划中亦有引入液力传动柴油机车，其中第一批为向德国引进技术后本土制造。

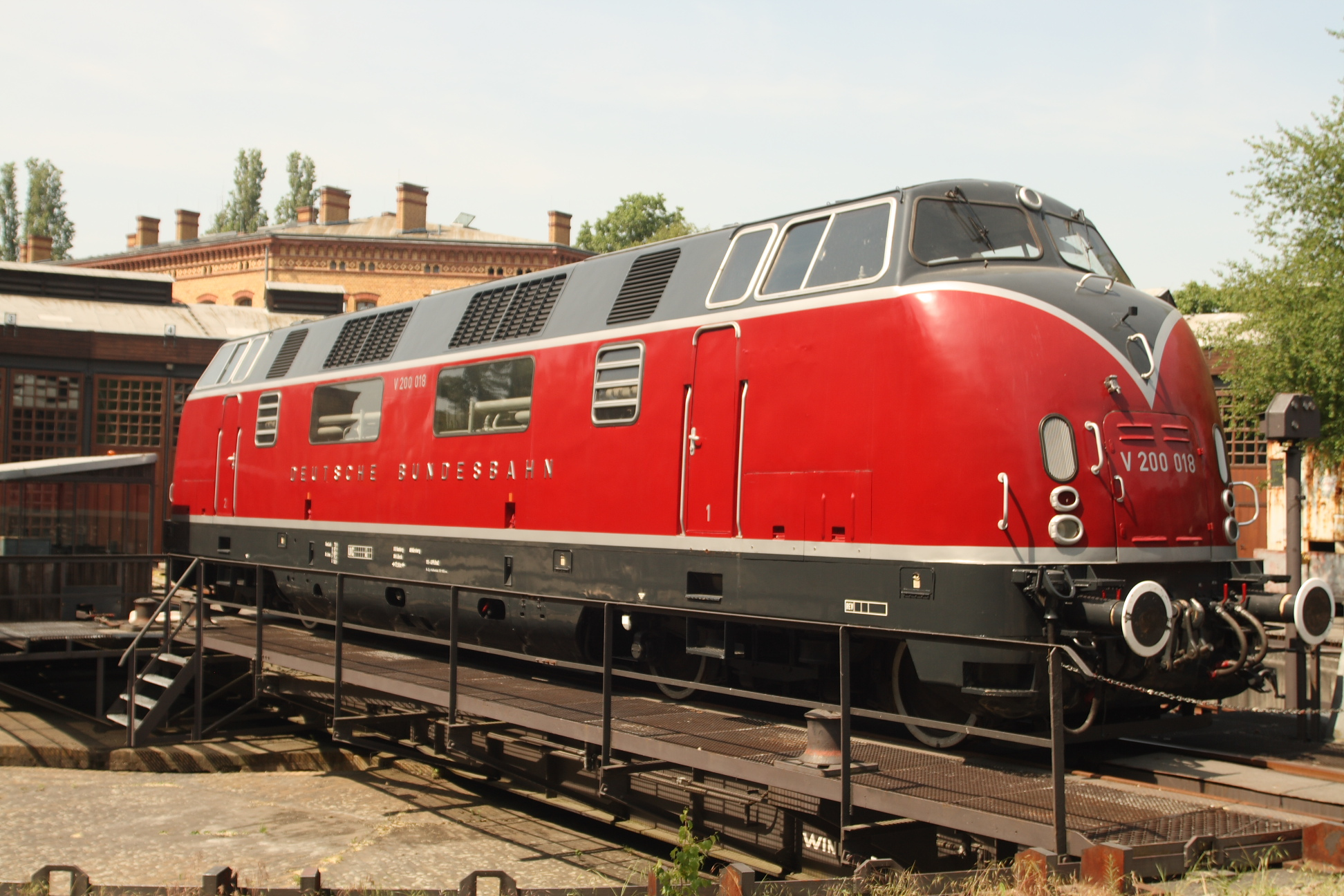
德国联邦铁路V200.0型液力传动柴油机车

西班牙国家铁路曾于20世纪60年代至90年代间使用过多型由德国设计的高功率重量比的双引擎液力传动柴油机车牵引快速列车，包括：西班牙国铁340型柴油机车、西班牙国铁352型柴油机车、西班牙国铁353型柴油机车、西班牙国铁354型柴油机车。

西班牙国家铁路所使用的多型液力传动柴油机车
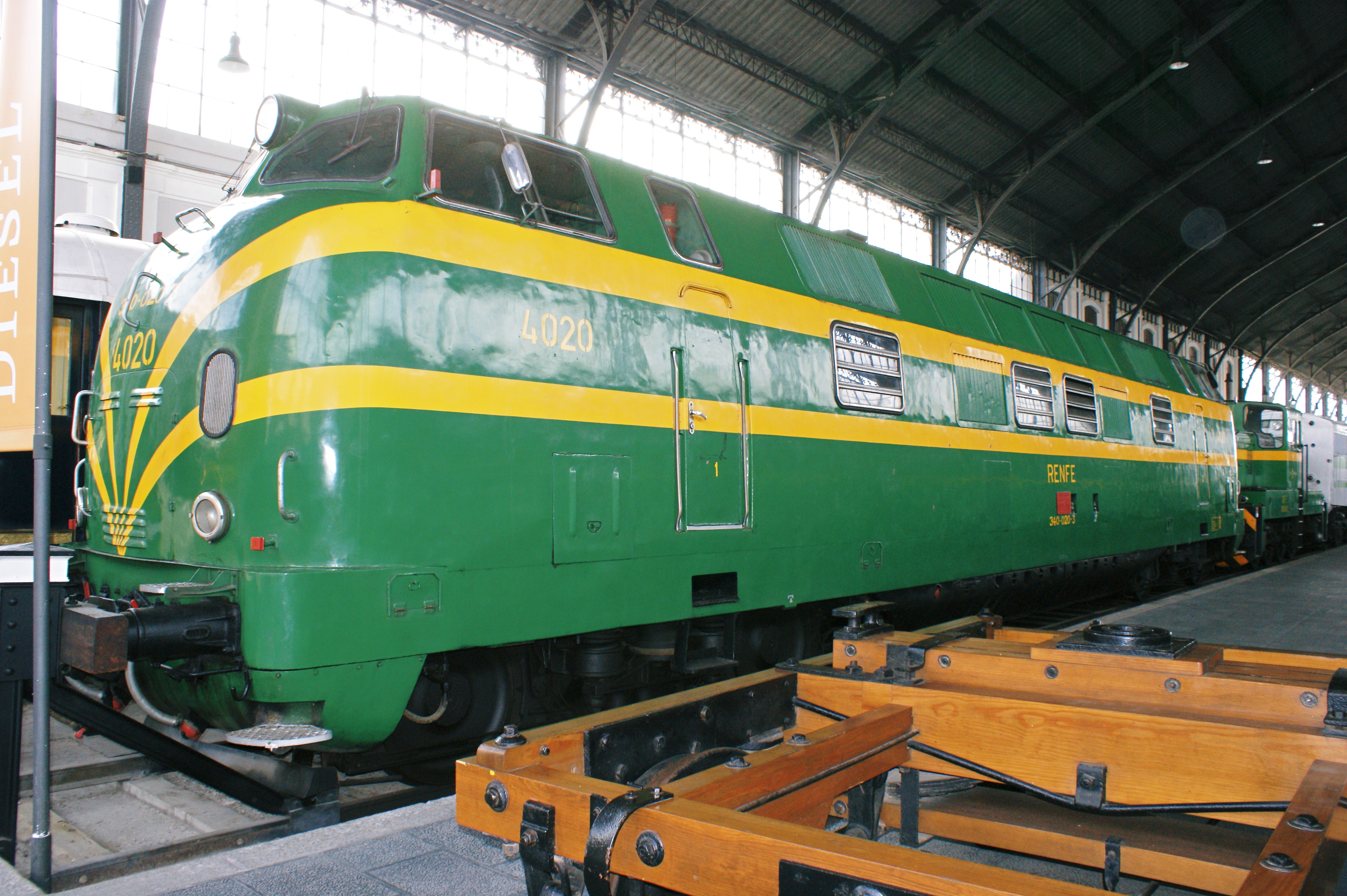
西班牙国铁340型柴油机车
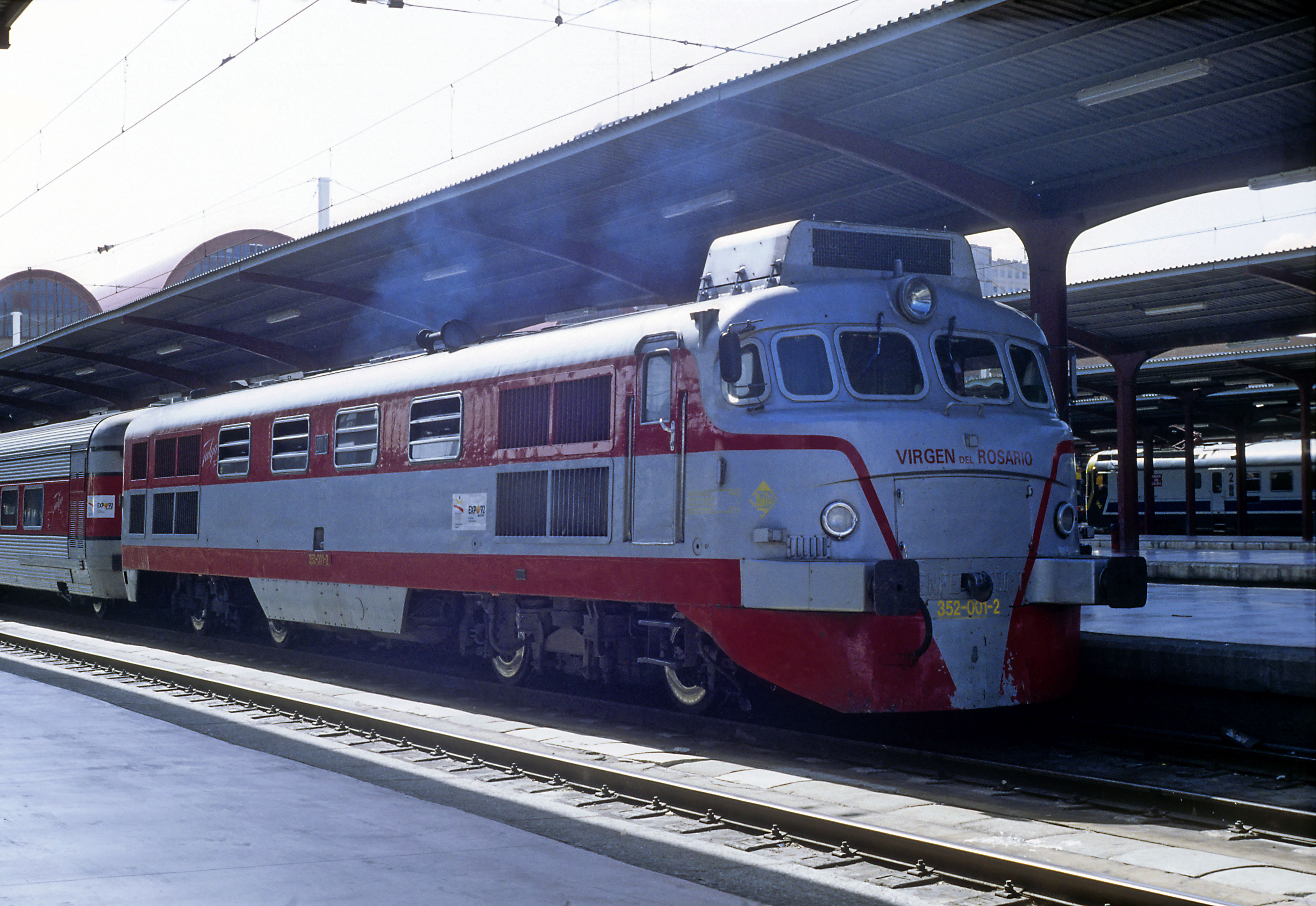
西班牙国铁352型柴油机车（英语：Renfe Class 352）
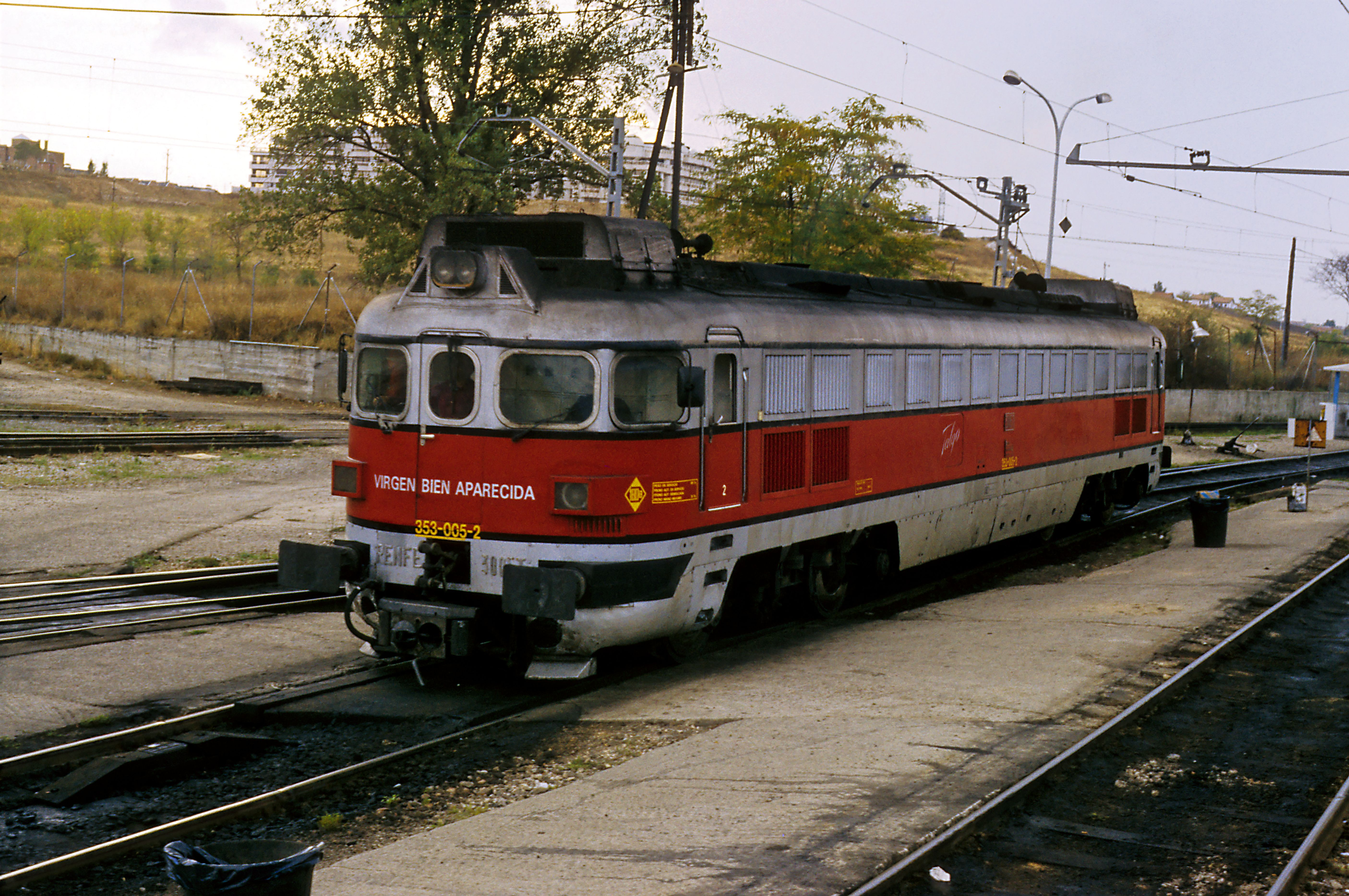
西班牙国铁353型柴油机车（英语：Renfe Class 353）
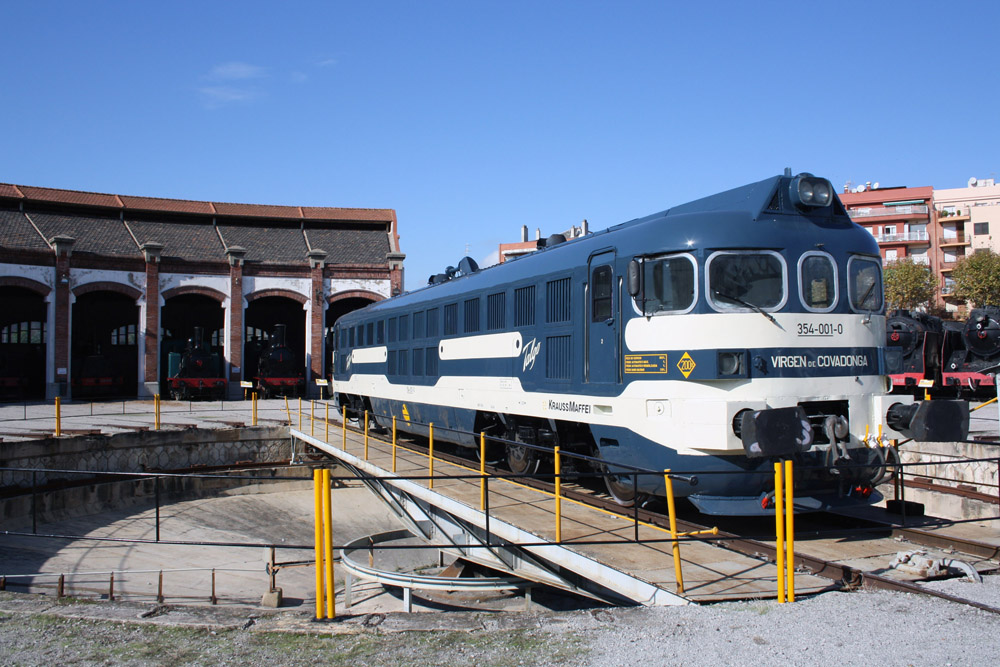
西班牙国铁354型柴油机车

很多调车机车和工矿机车也采用液力传动内燃机车。 液力传动在轨道交通维保车辆上也有使用，比如道碴搗固車和钢轨打磨车。

### 煤气
煤气内燃机车是以煤气为燃料的内燃机车，其通过自身搭载的煤气发生炉将煤炭进行气化产生煤气，将煤气和空气按一定比例注入内燃机气缸中形成混合燃烧气体再产生动力。在20世纪20年代至60年代期间，苏联和中国均有研制和使用煤气内燃机车。

#### 苏联运用
二十世纪初期，当内燃机车刚刚出现在苏联铁路之时，就已经有人提出在这种机车上使用固体燃料的问题。虽然内燃机车的热效率远比蒸汽机车为高，但内燃机需要使用成本较昂贵的液体燃料。由于当时石油工业的开采技术水平还比较落后，而且石油资源储量尚未经过详细勘探探明，加上日益发展的汽车和航空交通都需要大量燃油，使石油成为一种需求不断趋升的天然资源，因此在靠近煤炭生产地区和远离石油生产地点的铁路上，用固体替代液体燃料的内燃机车就有其特别的经济价值。1926年，在苏联交通人民委员部总工程师彼得·瓦西里耶维奇·雅各布森的领导下，设计了一个将Eel2型柴油机车改造为煤气内燃机车的项目。1932年起，列宁格勒铁道运输工程学院的研究部门与列宁格勒煤气发生器工厂合作，先后进行了几个煤气内燃机车的设计项目，最后一个项目于1936年完成设计，设想建造一台2-6-1轴式的机车，配备液力机械传动装置和一台1860马力的串联卧式四缸四冲程双作用活塞发动机，五个可燃用无烟煤的煤气发生炉安置在一台六轴煤水车上。
1939年，科洛姆纳机械制造厂建造了一台实验性的TP1型内燃蒸汽机车，该型机车是以FD型蒸汽机车为基础的混合动力机车，既可以像蒸汽机车一样利用来自锅炉的蒸汽来推动活塞，亦可在活塞内燃用煤气发生炉所产生的煤气来做功。由于这种机车本质上仍然是用蒸汽机作为动力来源，和蒸汽机车相比并没有节省多少燃料，因此没有得到进一步的发展，但该型机车的煤气发生器取得令人满意的效果，并成为后来苏联发展煤气内燃机车的基础。1943年，全苏铁道运输科学研究院铁道工程师П·В·雅各布森和А·А·波伊达（А. А. Пойда）建议将Eel型柴油机车改造为可燃用褐煤的煤气内燃机车。不久之后，随着更先进的TE1型柴油机车开始投入生产，煤气内燃机车的改造目标车型又变为TE1型柴油机车，取代了技术落后的Eel型柴油机车。

##### TE1G型煤气内燃机车
1950年8月，苏联第一台煤气内燃机车（TE1G-20-187）完成改造出厂，经煤气化改造后的TE1型柴油机车被称为TE1G型煤气内燃机车。燃烧无烟煤的燃气发生炉被放置在四轴煤水车上，煤水车采用类似棚车的车体和ЦНИИ-ХЗ型转向架，车轮直径为950毫米，固定轴距为1800毫米，车钩中心间距长度为12,100毫米。燃气发生炉采用干式除渣顺吸式气化过程，机车发动机的涡轮鼓风机将空气供给煤气发生炉，并在进入炉膛的空气中混入一定比例的蒸汽，使固体燃料在煤气发生炉内进行气化作用，产生的煤气再经过过滤器滤清后供给机车上的内燃机。1951年底，TE1G-20-187号机车被送往伏尔加铁路局上巴斯昆恰克机务段进行热工试验。

1952年，全苏铁道运输科学研究院决定扩大煤气内燃机车的试制规模，并由乌兰乌德机车车辆修理厂改造出另外5台TE1G型煤气内燃机车（114、146、176、209、210），均配属上巴斯昆恰克机务段投入运用。1954年，乌兰乌德机车车辆修理厂又制造了10台TE1G型煤气内燃机车（包括90～96号），同时对设计进行了一些修改，以提高发动机和煤气发生器的可靠性和耐用性。1950年至1954年间，共有16台机车被改造成TE1G型煤气内燃机车。与此同时，除了1000马力的TE1G型煤气内燃机车外，哈尔科夫运输机械制造厂还制造了2000马力的TE4型煤气内燃机车。

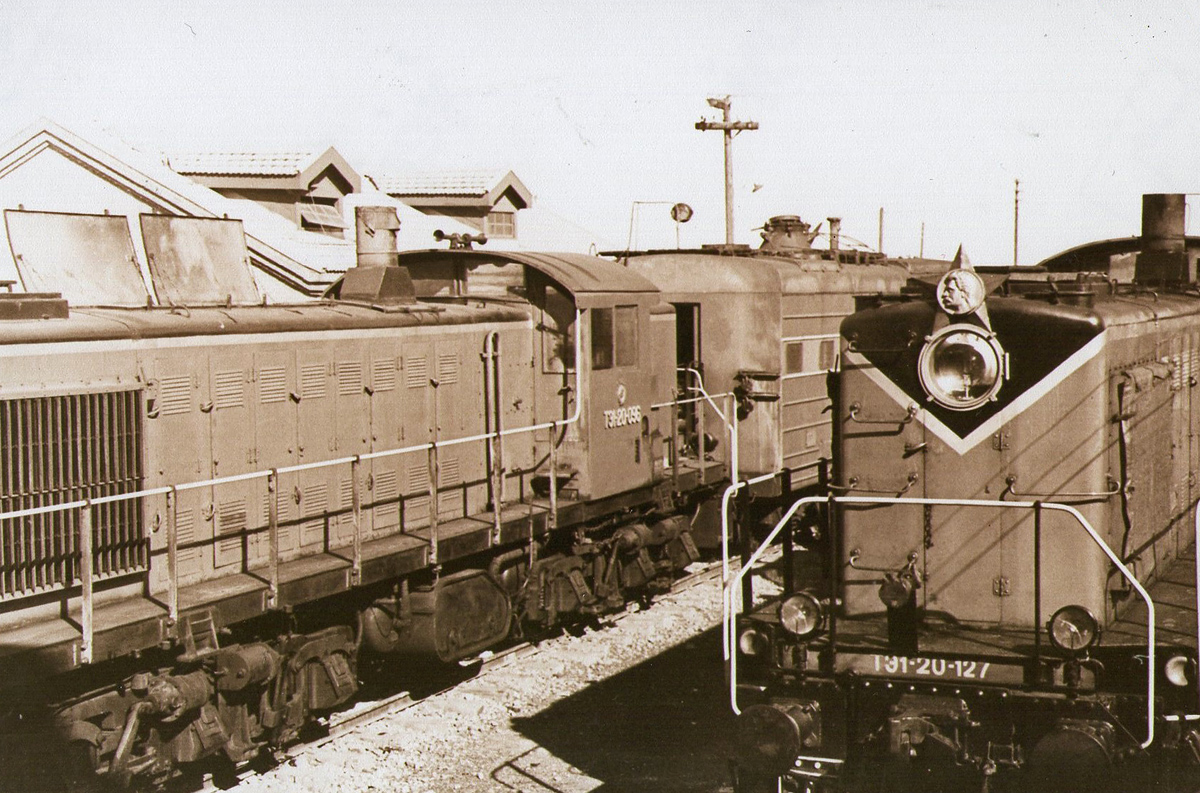
1959年，苏联向中国提供的TE1G-20-096、TE1G-20-127号煤气内燃机车。

##### TE4型煤气内燃机车
TE4型煤气内燃机车（俄语：ТЭ4）是苏联铁路的煤气内燃机车车型之一，由位于乌克兰的馬雷舍夫工廠设计制造。TE4型煤气内燃机车是在TE2型柴油机车基础上开发的三节十二轴干线货运机车，机车中部增加了一节装有煤气发生炉的煤气车，其余两节机车各装有一台内燃发电机组，机车燃料为液体柴油和煤气气体的混合物。机车采用直—直流电传动，电传动系统与TE2型机车完全相同。TE4型内燃机车于1952年试制成功，出厂后在位于乌克兰的南方铁路局进行了试运行；1953年，机车配属伏尔加铁路局巴斯昆察机务段投入运用考核。1960年，TE4型煤气内燃机车被改造成TE2型柴油机车，拆除了煤气车并换装D50型柴油机，机车车号改为TE2-20-001。

#### 中国引入
1950年代，中国的石油工业尚处于起步阶段，通过大规模恢复西北老油田、对陕甘宁地区的重点勘探等措施，中国原油产量虽然逐年上升但仍供不应求。为缓解石油供应紧张状况，国家每年花费大量外汇从苏联进口石油产品。此时中国的煤炭产能与国内需求间却无巨大的缺口。中国因而20世纪50年代产生在以后的内燃机车时代使用煤气内燃机车的想法。1959年1月至6月，由苏联向中国提供2台经改造的TE1G型煤气内燃机车（TE1G-20-096、TE1G-20-127），全苏铁道运输科学研究院并派出专家与中国铁道科学研究院、铁道部机务局、中华人民共和国第一机械工业部机车车辆研究所等合作，在中国的集二铁路进行了为期半年的试验，主要研究国产无烟煤是否适合此种煤气发生炉，检验发动机主要部件的磨耗和腐蚀情况，以及煤气内燃机车的运用及检修情况，并研究在某些缺水地区的铁路上用煤气内燃机车代替蒸汽机车的可行性。1959年5月至6月，全苏铁道运输科学研究院内燃机车研究所所长尼古拉·亚历山德罗维奇·富弗良斯基访华，参加了TE1G型煤气内燃机车的试验总结。试验完成后，中华人民共和国铁道部从苏联购入其中一台TE1G型煤气内燃机车，并且在引入中国后称为NDQ型煤气内燃机车，“N”代表内燃、“D”代表电力传动、“Q”代表煤气。

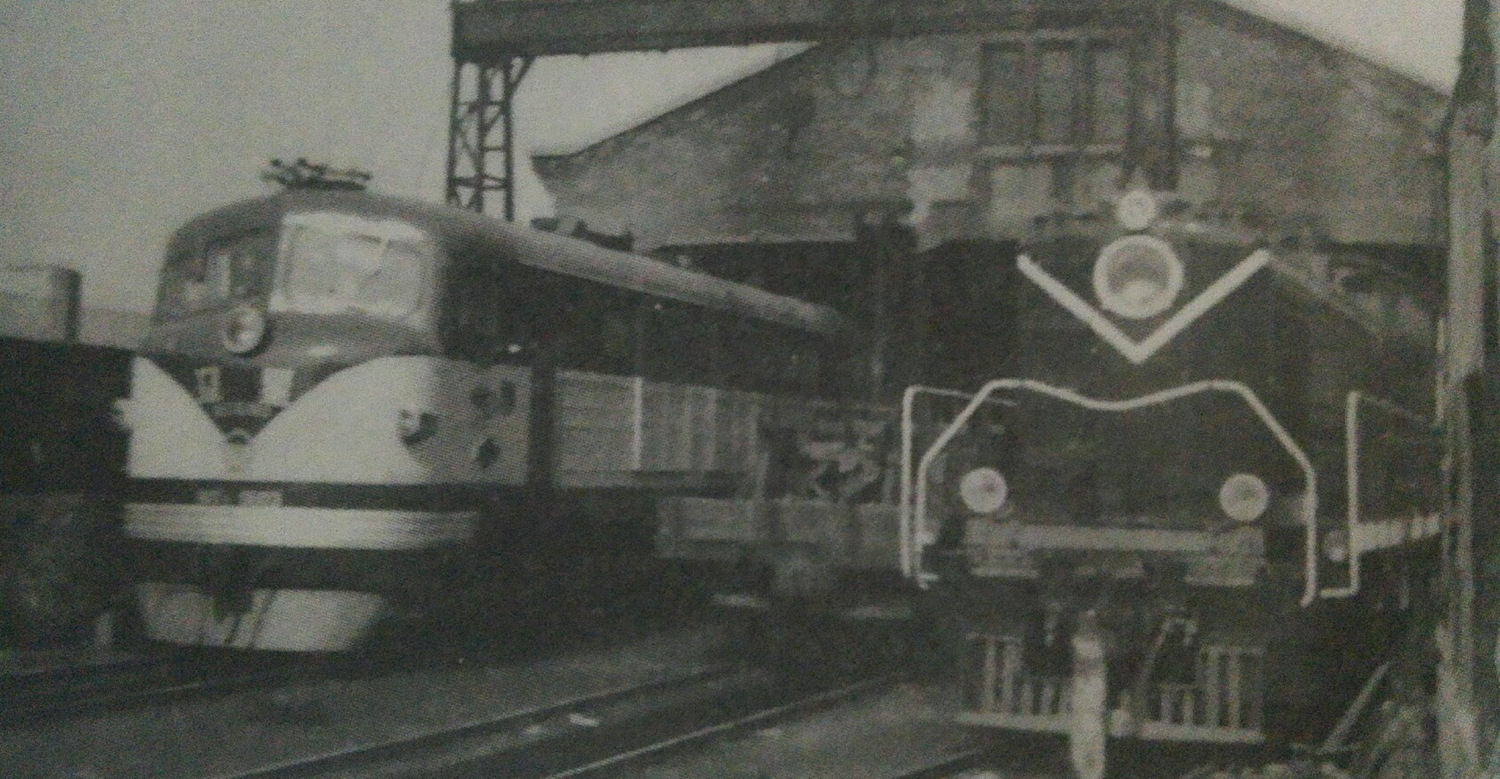
1960年的北京内燃机务段，右为NDQ-1号煤气内燃机车，左为卫星型液力传动内燃机车

#### 淘汰
无论是在苏联还是中国，煤气内燃机车均表现出了因煤气杂质，煤灰和灰尘等杂质进入发动机中后，不仅会损坏气缸盖和气阀阀门，还使机油变质和润滑性变差，从而导致气缸套、活塞环、曲轴的磨损增加，并且还导致的气体管路的腐蚀及其它诸多的不足。因而20世纪60年代苏联和中国石油产量大幅增长后，均淘汰了煤气内燃机车。

### 天然气
天然气内燃机车是以天然气为燃料的内燃机车。天然气内燃机车较比现在内燃机车中最为普及的柴油内燃机车更加环保。与柴油相比，天然气体积发热量高10%，有毒燃烧产物排放量少33%～50%，对润滑油老化的影响低30%～40%。这一切能使内燃机车具有较高的经济、生态和寿命指标。因此天然气在能量学性能和物理学性能上最适合用于内燃机车。有些天然气内燃机车实际上为天然气、柴油混合动力。
1987年6月10日在莫斯科近郊谢尔宾克全苏铁路运输科研所的试验场上进行了全球第一台以天然气为燃料的机车运行试验。把烧油的内燃机车改装为天然气机车是按照四年前苏联通过的节能纲要进行的。 前苏联及俄罗斯曾研制出多型天然气内燃机车，天然气内燃机车至今在俄罗斯仍有使用。中国、秘鲁、美国等国均有对天然气内燃机车的研制工作。2015年，东风8B-5672号机车由原先的柴油机车改装为柴油-液化天然气双燃料机车。

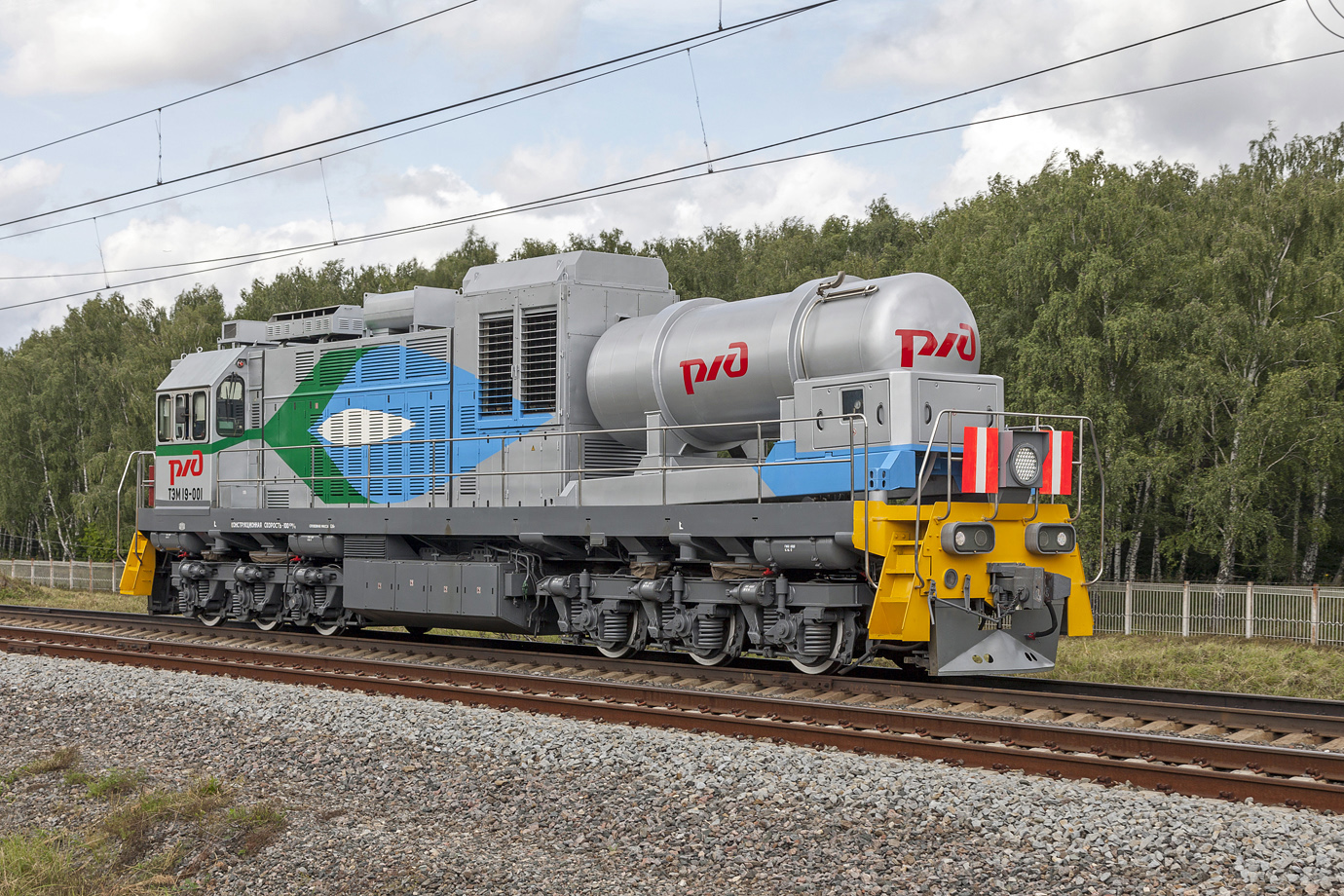
俄铁使用的TEM19型天然气内燃机车（俄语：ТЭМ19），该型机车2013年由布良斯克机械制造厂推出，照片于2017年8月27日在莫斯科谢尔宾卡的环行铁道试验基地拍摄。

### 燃气轮机
燃氣渦輪機車，又称燃气轮机机车、燃气轮机车，是内燃机车的一种，使用燃气涡轮（又称：燃气轮机）动力。其所使用的燃气轮机需要一个变速器来驱动车轮。当机车停车时，必须允许燃气轮机继续运转。
燃氣渦輪機車中使用机械传动的机车通过机械传动装置将动力由燃气轮机传动至车轮。1861年，马克·安托万·弗朗索瓦·门诺斯（Marc Antoine Francois Mennons）在英国成功申请了一项燃氣渦輪機車专利（英国专利号：1633）。 没有证据表明上述专利中的燃氣渦輪機車被真正制造出来，但其设计包含了后来20世纪建造的燃氣渦輪機車的基本特征，包括压气机、燃烧室、涡轮机和空气预热器。苏联的哈尔科夫机车工厂曾生产过多型经典燃气涡轮机车。
电力传动燃气涡轮机车是通过燃气轮机驱动发电机发电，而后使用电力驱动牵引电动机驱动车轮的燃气涡轮机车。全球第一型燃气涡轮机车是“瑞士联邦铁路Am 4/6型燃气涡轮机车”，采用电力传动，由布朗-博韦里股份公司制造，该型机车燃气轮机的功率为1,620千瓦（2,170马力），1938年开始制造，1941年首次试跑，1944年交付瑞士联邦铁路。同样由布朗-博韦里股份公司制造的实验型燃氣渦輪機車——英国铁路18000号机车，于1949年交付，是英国铁路所使用的第1型燃气涡轮机车。英国铁路所使用的第2型实验型燃氣渦輪機車——英国铁路18100号机车，由都城-维克斯公司制造，1951年交付，该机车采用电力传动，后改装为电力机车。英国铁路所使用的第3型燃气涡轮机车——英国铁路燃气涡轮3型机车，于1961年制造完成，同样是实验型机车。

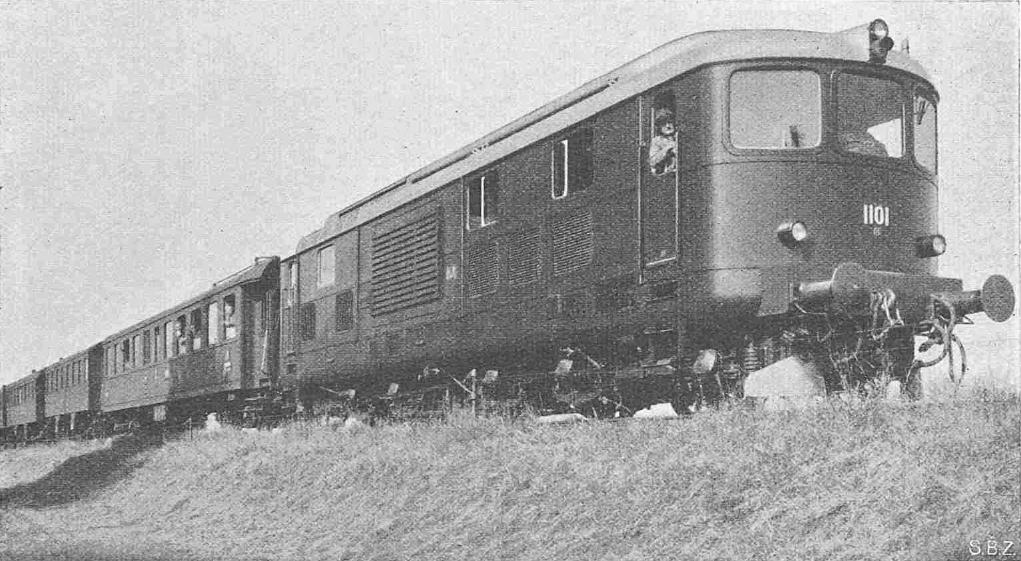
全球第一型燃气涡轮机车——瑞士联邦铁路Am 4/6型燃气涡轮机车
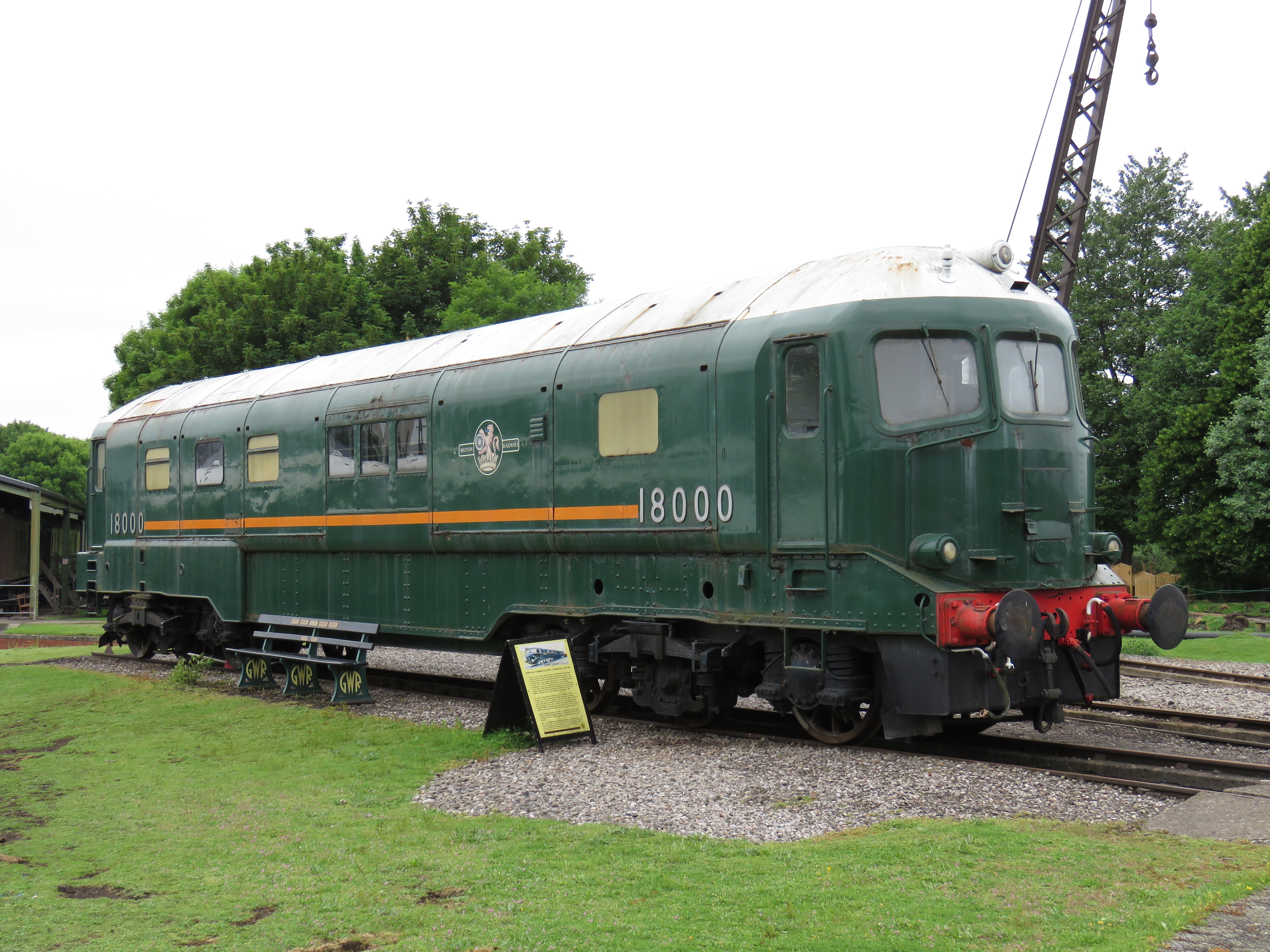
英国铁路曾使用的实验型燃气涡轮机车——英国铁路18000号机车
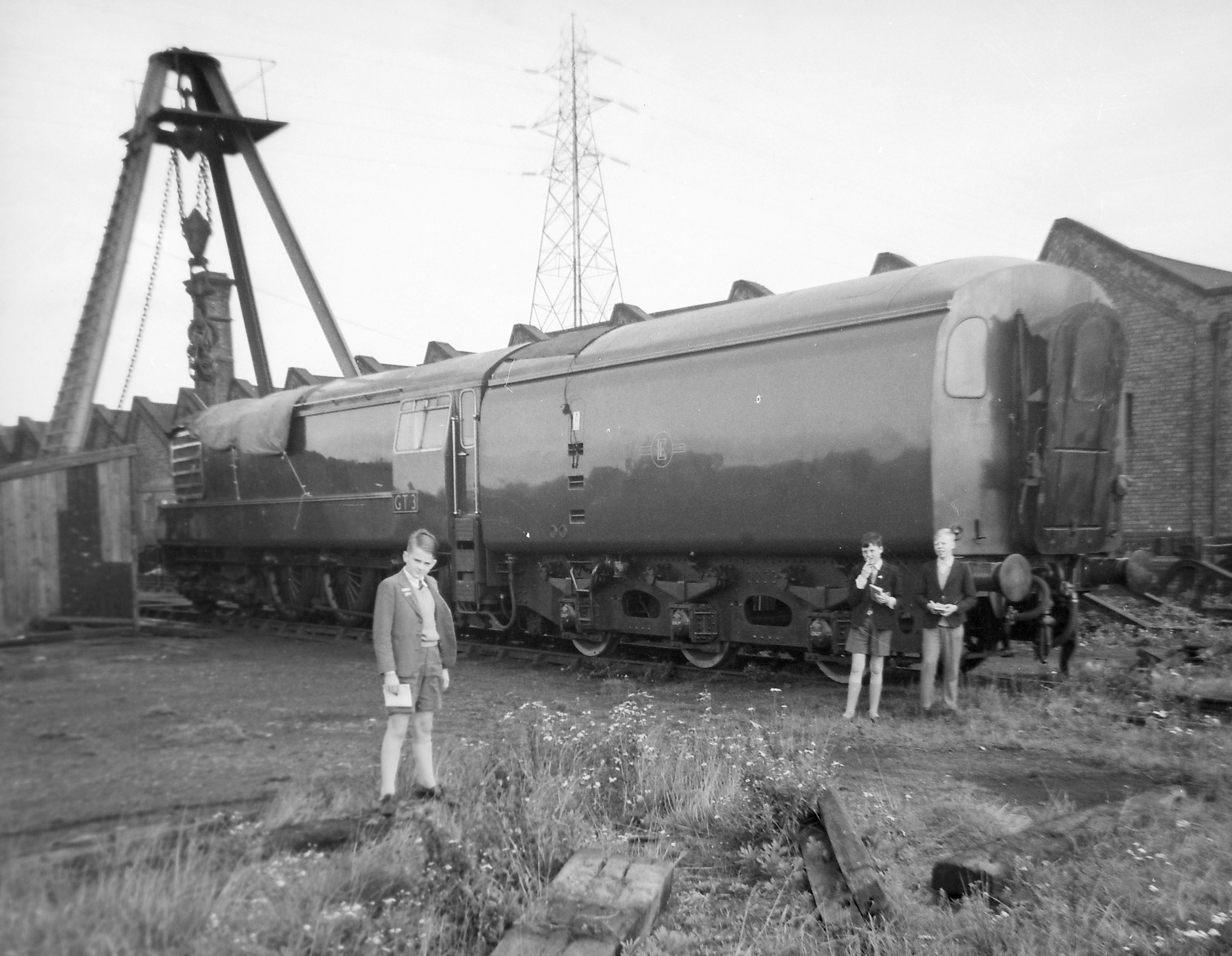
英国铁路所使用的第3型燃气涡轮机车——英国铁路燃气涡轮3型机车（英语：British Rail GT3）
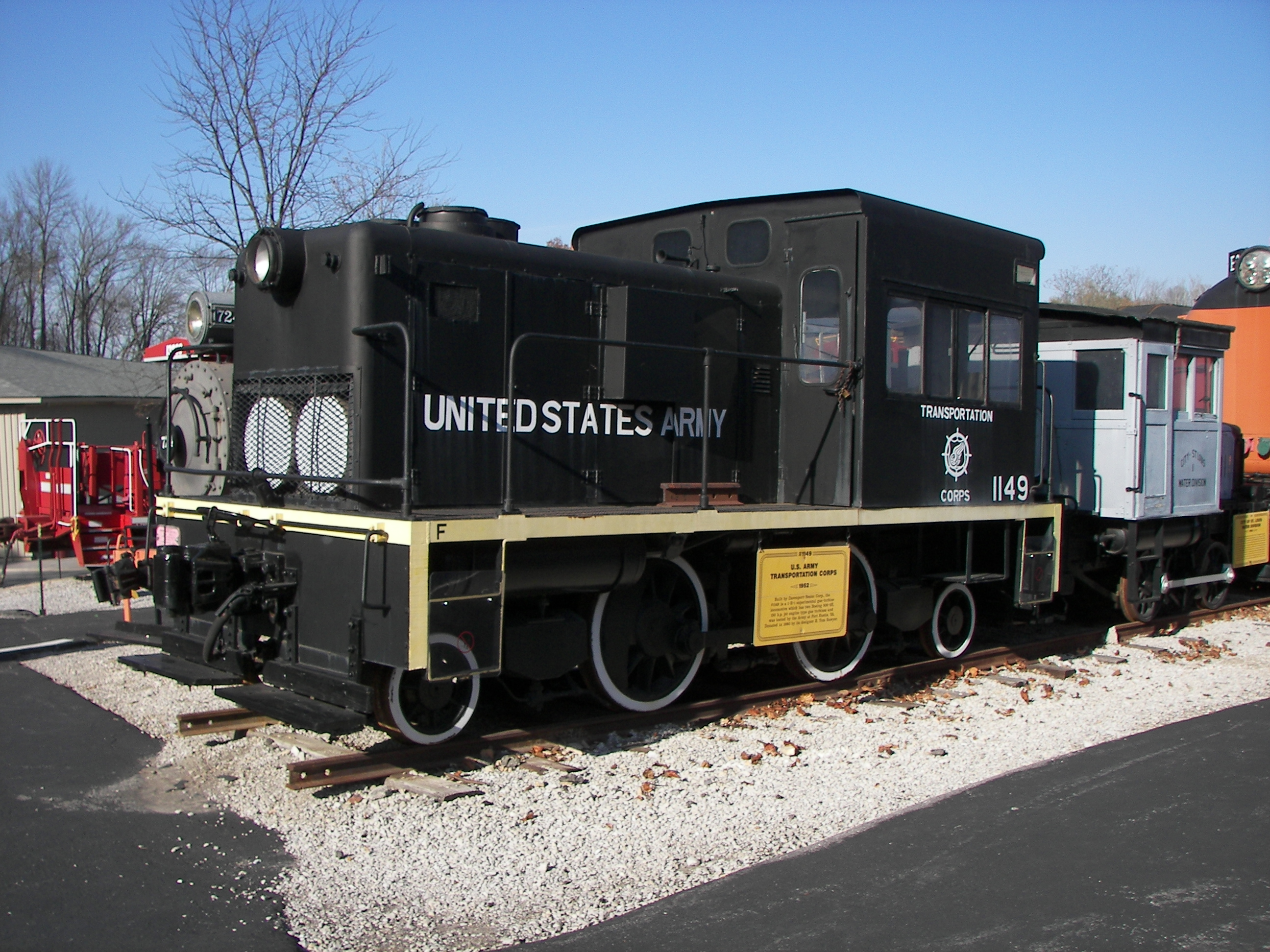
一台44吨重的实验型燃气涡轮机车。其国际铁路联盟铁路机车轴式为：1-B-1，总设计师为罗伯特·托马斯·索耶（英语：R. Tom Sawyer），1952年制造， 用于美國陸軍運輸部隊（英语：Transportation Corps）测试使用。

20世纪50年代，美国铁路业者联合太平洋铁路开始将燃气涡轮机车用于长编组列车。 这些燃气涡轮机车被广泛用于长途列车线路，尽管其使用在石油炼制过程中所产生的低质燃油，但其燃油经济性依然较差。联合太平洋铁路货运列车有约10%由燃气涡轮机车牵引，燃气涡轮机车在联合太平洋铁路的普及率较比其它一些铁路业者要高得多。

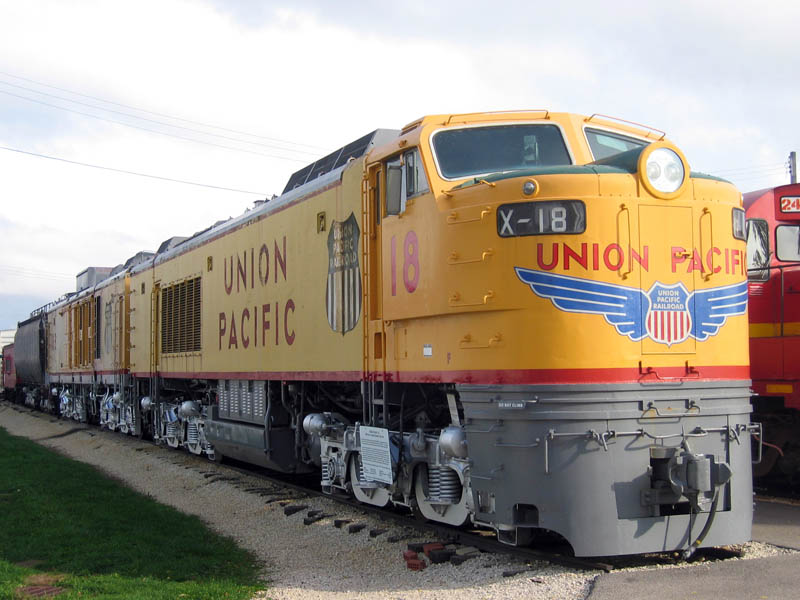
伊利诺伊铁道博物馆陈列的曾由联合太平洋铁路使用的UP 18号电力传动燃气涡轮机车。

燃气轮机较比往复式发动机有诸多优点。其运动部件较少，减少了润滑需求并可能降低维护成本，并且功率重量比要高得多。燃气轮机在等功率下比往复式发动机体积更小，因而能够做到机车在拥有较大的功率的同时体积却能相对较小。然而，与具有相对平顺的功率曲线的活塞发动机不同，燃气轮机的功率输出和效率都随着转速而急剧下降。这使得电力传动燃氣渦輪機車更适合用于长途高速/快速列车。 燃气轮机能使用多种燃料，包括较为劣质的燃料，如重油、天然气、煤粉、柴油等。因此对能源的适应性比同属内燃机车的柴油机车强。又因为不需要水，可在低气压的高原环境工作，环境适应性比柴油机车和蒸汽机车强。
电力传动燃氣渦輪機車也存在一些诸如噪音很大等不足。 燃气涡轮机车于第二次世界大战时期开始试验，但早于1950、60年代已达高峰期。随着燃料价格飙升（石油危机），发现重油裂解为汽油的方法，燃氣渦輪機車丧失了廉价的燃料，燃氣渦輪機車已逐渐淡出。在某些天然资源特异的路线，能沿路使用一些重工厂的劣质残余油，此情况下燃氣渦輪機車依然有竞争力，因而俄罗斯至今仍然进行燃氣渦輪機車的研究和生产 。

## “内燃机车”与“柴油机车”的关系
因多数内燃机车使用柴油动力而使得很多人“内燃机车”与“柴油机车”两个词当作同义词而含糊的使用，但二者并非完全等同的关系。柴油机车是内燃机车的一种，而内燃机车不一定是柴油机车，比如“苯内燃机车”、“萘内燃机车”、“煤油内燃机车”、“氢内燃机车”、“汽油内燃机车”、“天然气内燃机车”是内燃机车但不是柴油机车。